# الجائزة الوطنية للطب
تم إنشاء الجائزة الوطنية للطب (بالإنجليزية: National Prize for Medicine) (بالإسبانية: Premio Nacional de Medicina) في عام 2001م من قِبل أكاديمية الطب التشيلية، ورابطة الكليات الطبية، ورابطة الجمعيات العلمية الطبية، وكلية الطب في تشيلي.
تُعطى الجائزة للاعتراف بعمل الأطباء الذين تفوقوا بين أقرانهم في مجال الصحة السريرية أو الصحة العامة، وبالإضافة إلى ذلك، كان لها دور بارز في التدريس والإدارة الأكاديمية والأبحاث.
وتتكون الجائزة من دبلوم، وميدالية تذكارية، ومبلغ من المال يساهم به المجتمع الطبي.
تُمنح الجائزة كل سنتين.

## الفائزون
- 2002: خوليو مينيغيلو، جراح وطبيب أطفال في جامعة تشيلي[2]
- 2004: هلموت جيجر، جراح وطبيب أطفال في جامعة تشيلي[3]
- 2006: أليخاندرو غويك، جراح وطبيب باطني وطبيب أمراض الجهاز الهضمي في جامعة تشيلي[4]
- 2008: استيبان باروشيا، جراح ومتدرب في جامعة تشيلي[5]
- 2010: رودولفو أرماس ميرينو، جراح وطبيب باطني وطبيب أمراض الجهاز الهضمي في جامعة تشيلي[6]
- 2012: فرناندو مونكيبرغ باروس، جراح في جامعة تشيلي[7]
- 2014: خوان فيرداغور تاراديلا، جراح وطبيب عيون في جامعة تشيلي[8][9]
- 2016: مانويل غارسيا دي لوس ريوس ألفاريز، جراح وطبيب باطني جامعة كونسبسيون[1][10]

## روابط خارجية
- Regulations of the National Prize for Medicine (بالإسبانية)